# 웨인 나이트
웨인 나이트(Wayne Knight, 1955년 9월 7일 ~ )는 미국의 배우이다.

## 출연 작품
- 쥬라기 공원
- 스페이스 잼
- 화성인 마틴